# 杉山英男
杉山 英男（すぎやま ひでお、1925年（大正14年）4月11日 - 2005年（平成17年）2月18日）は、日本における木質構造の学問・研究の草分けであり、第一人者。国内外で評価が高い。工学博士、農学博士。東京大学名誉教授。

## 来歴
1925年（大正14年）、静岡県生まれ。静岡県立静岡中学校卒業。第一高等学校、東京大学建築学科、東京大学大学院で学ぶ。1951年（昭和26年）より明治大学工学部、1973年（昭和48年）より東京大学農学部、1986年（昭和61年）より東京理科大学理工学部で教育・研究に当たる。日本建築学会賞、日本農学賞、米国林産学会業績賞などを受賞。正五位。瑞宝中綬章。
木質構造研究会（事務局：東京大学大学院農学生命科学研究科生物材料科学専攻 木質材料学研究室）では、「木材・木質材料・木質構造に関する研究・技術開発の推進に多大な貢献をした個人」を対象に、木質材料・木質構造技術研究基金賞：第一部門（杉山英男賞）を授与している。また関係資料は一条工務店により顕彰・開設された「杉山英男記念館」に保管されている。

## 著書
- 『近代建築史の陰に』（海青社、2019年）[2]
- 『木質構造』（共立、2008年）- 編著[2]
- 『木質構造』（共立、2002年）- 編著[2]
- 『木質構造』（共立、2001年）- 編著[2]
- 『木質構造』（共立、2000年）- 編著[2]
- 『一級建築士試験問題の傾向と対策』（彰国社、1997年）- 共著[2]
- 『地震と木造住宅』（丸善、1996年）[2]
- 『安心という居住学 : 今なぜツーバイフォー住宅か』（三水社、1996年） - 共著[2]
- 『木質系構造の設計』（彰国社、1990年） - 共著[2]